# هارولد اسپنسر جونز
هارولد اسپنسر جونز (انگلیسی: Harold Spencer Jones؛ ۲۹ مارس ۱۸۹۰ – ۳ نوامبر ۱۹۶۰) یک اخترشناس اهل انگلستان بود.